# Богданов, Андрей Евгеньевич
 Андре́й Евге́ньевич Богда́нов  (укр. Андрій Євгенович Богданов; род. 21 января 1990[…], Киев) — украинский футболист, полузащитник клуба «Мариуполь». Выступал за национальную сборную Украины.

## Биография

### Клубная карьера
Воспитанник футбольной школы киевского «Динамо», в которой прошёл все этапы юношеского футбола. В 2007 привлекался к играм «Динамо-3». От контракта с основной командой отказался, потому что не видел перспектив попадания в основу клуба.
В 2008 подписал контракт с другой киевской командой — «Арсеналом». В составе «канониров» дебютировал 23 мая 2009 года, выйдя на замену в матче против «Карпат», закончившимся со счётом 4:0. Первую половину сезона 2009/10 провёл в «Александрии», выступавшей в Первой лиге чемпионата Украины, принимая активное участие в играх. Зимой 2010 года новый тренер «армейцев» Вячеслав Грозный вернул Андрея в команду и начал привлекать к играм в основном составе.
В июне 2012 года покинул «Арсенал», получив статус свободного агента. 18 июня 2012 года подписал четырёхлетний контракт киевским «Динамо». В команде взял 23 номер. Из-за временного дефицита фланговых защитников в «Динамо» осенью 2012 года Богданов несколько раз играл на этой позиции. В начале 2013 года перешёл на правах аренды в киевский «Арсенал» за который играл ранее.
13 января 2014 года подписал контракт с харьковским «Металлистом». В конце июня 2014 года прибыл на просмотр в саранскую «Мордовию». В августе 2014 года подписал годичный контракт с «Эрготелисом». После ухода из греческого клуба перешёл в молдавский «Саксан», за который провёл 2 матча в первом квалификационном раунде Лиги Европы сезона 2015/16.
30 сентября 2015 появилась неофициальная информация, что Богданов подписал рассчитанный до конца сезона 2015/16 контракт с луцкой «Волынью», а 4 октября о трансфере было объявлено официально, в тот же день Андрей дебютировал за новый клуб, выйдя в стартовом составе команды в домашнем матче Премьер-лиги против луганской «Зари».

### Карьера в сборной
В 2013 году впервые получил вызов в национальную сборную на товарищескую игру с Норвегией, в которой и дебютировал, заменив Евгения Коноплянку на 86-й минуте при счёте 2:0 в пользу Украины, который сохранился до финального свистка.

## Достижения
«Арка» (Гдыня)
- Обладатель Суперкубка Польши: 2018